# Steffen Lieberwirth
Steffen Lieberwirth (* 10. März 1952 in Leipzig) ist ein deutscher Musikwissenschaftler, Dramaturg und Journalist.

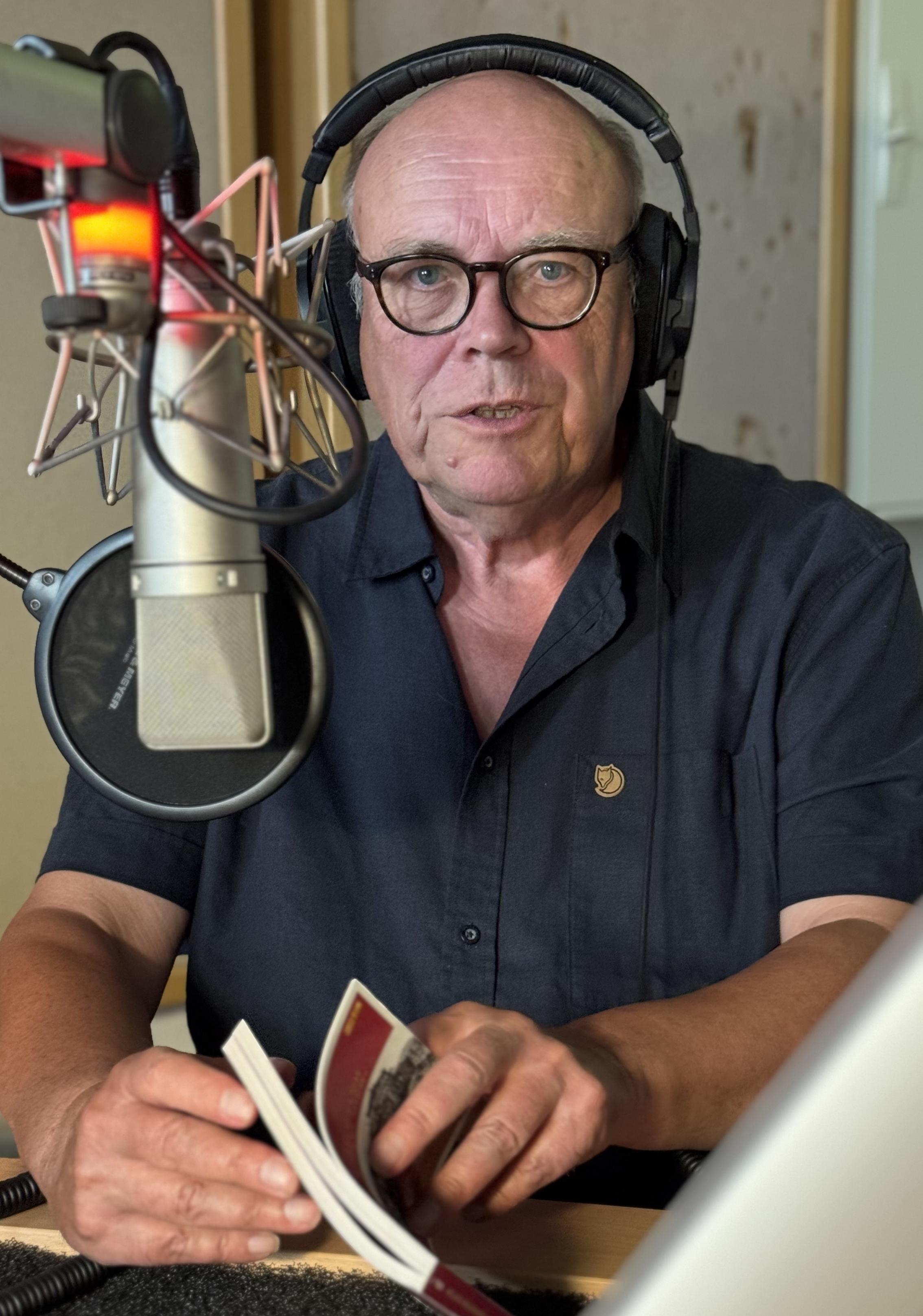
Steffen Lieberwirth 2025 im Leipziger Rundfunkstudio von MDR KULTUR

## Leben
Steffen Lieberwirth studierte Musikwissenschaft und Germanistik an der Karl-Marx-Universität Leipzig und der Martin-Luther-Universität Halle. Danach war er in der Konzert- und Gastspieldirektion Leipzig tätig. 1979 wurde er freier Mitarbeiter im Bereich Reportagen und Musikgeschichte bei Radio DDR, Sender Leipzig. Ab 1981 arbeitete er als Dramaturg, von 1982 bis 1989 war er Leiter der Dramaturgie am Leipziger Gewandhaus unter Gewandhauskapellmeister Kurt Masur. In dieser Zeit (1987) wurde Lieberwirth mit einer von Reinhard Szeskus betreuten, beim Wissenschaftlichen Rat der Universität Leipzig, Fakultät für Kultur-, Sprach- und Erziehungswissenschaft eingereichten und bei der dortigen Sektion Kunst- und Kulturwissenschaften, Fachbereich Musikwissenschaft-Musikerziehung angefertigten Dissertation A Der Sozialstatus der Musiker in städtischen Diensten vom Beginn ihrer Sesshaftwerdung bis zum 19. Jahrhundert im sächsisch-thüringischen Raum zum Dr. phil. promoviert. Zu den Gutachtern der Arbeit gehörten auch Bernd Baselt und Siegfried Hoyer. Als Referent nahm Lieberwirth an internationalen Symposien u. a. in Amsterdam, Bratislava, Leipzig, Linz, Prag und Wien teil.
Nach der Wende 1990 wurde er Redakteur bei der neuen musikzeitung, zuständig für die Länder Brandenburg, Mecklenburg-Vorpommern, Sachsen, Sachsen-Anhalt und Thüringen. 1990/91 leitete er die Hauptabteilung Kultur bei Sachsen Radio und baute dort das Programm „Sachsen 3 – Kultur“ auf. Ab 1992 war er Musikchef von MDR Kultur bzw. MDR Figaro. 2010 wurde er Chefproduzent der Hörfunkprogramme des MDR.
Von 1996 bis 2008 war er Mitglied des Beirats des Goethe-Instituts. 1996 gründete er die Radio-Programmzeitschrift Triangel. Das Radio zum Lesen, deren Chefredakteur er bis 2006 war. 2004 übernahm Steffen Lieberwirth im Auftrag des Orchestervorstands der Sächsischen Staatskapelle Dresden die Projektleitung der CD/DVD-Dokumentationsreihen „Edition Staatskapelle Dresden“ und „Semperoper Edition“.
Mehrere der von ihm editierten CD-Boxen wurden mit dem „Preis der deutschen Schallplattenkritik“, dem "Echo Klassik" sowie internationalen Kritikerpreisen, wie dem "International Classical Music Awards", dem französischen "Diapason d'or" und dem britischen "Gramophon Classical Music Awards", gewürdigt.

## Schriften (Auswahl)
- Die Gewandhaus-Orgeln. Edition Peters, Leipzig u. a. 1986. (2. Auflage 1988: ISBN 3-369-00220-5)
- Gerhard Bosse. Ein Leben am ersten Pult. Ed. Peters, Leipzig u. a. 1987, ISBN 3-369-00037-7.
- Anton Bruckner und Leipzig. Die Jahre 1884–1902. Akademische Druck- und Verlagsanstalt, Graz 1988, ISBN 3-201-01440-0.
- (Hrsg.): Anton Bruckner. Leben, Werk, Interpretation, Rezeption. Anlässlich der Gewandhaus-Festtage 1987, Leipzig, 9. – 11. Oktober 1987 (= Dokumente zur Gewandhausgeschichte. Bd. 7). Ed. Peters, Leipzig 1988, ISBN 3-369-00219-1.
- Bruckner und Leipzig. Vom Werden und Wachsen einer Tradition. Ed. Peters, Leipzig 1990, ISBN 3-369-00059-8.
- „Wer eynen Spielmann zu Tode schlaegt…“. Ein mittelalterliches Zeitdokument anno 1989. Ed. Peters, Leipzig 1990, ISBN 3-369-00272-8.
- (Hrsg.): Gustav Mahler. Leben, Werk, Interpretation, Rezeption. Anlässlich der Gewandhaus-Festtage 1985, Leipzig, 11. – 13. Oktober 1985 (= Dokumente zur Gewandhausgeschichte. Bd. 5). Ed. Peters, Leipzig 1990, ISBN 3-369-00038-5.
- (Hrsg.): Mitteldeutscher Rundfunk – die Geschichte des Sinfonieorchesters. Kamprad, Altenburg 1999, ISBN 3-930550-09-1.
- (Hrsg.): Mitteldeutscher Rundfunk – Radio-Geschichte(n). Kamprad, Altenburg 2000, ISBN 3-930550-10-5.
- (Hrsg.): Vom Kofferstudio zum Mediencenter. Die Geschichte des Rundfunks in Thüringen 1925–2000. Kamprad, Altenburg 2002, ISBN 3-930550-22-9.
- Mit Eszter Fontana und Veit Heller (Hrsg.): Wenn Engel musizieren. Musikinstrumente von 1594 im Freiberger Dom. Stekovics, Dößel 2004, ISBN 3-89923-067-1. (2. Auflage 2008: ISBN 978-3-89923-183-0)
- Mit Hagen Kunze (Hrsg.): Der Thomanerchor Leipzig zwischen 1928 und 1950. Umbrüche: Erinnerungen und Dokumente. CD-Beilage mit frühesten Schallaufnahmen des Thomanerchores seit 1928 (= Edition Thomanerchor. Bd. 1). Querstand, Altenburg 2013, ISBN 978-3-930550-96-8.
- „und wenn Sie nicht brav sind …“.  Zum Briefwechsel zwischen Richard Strauss und Fritz Busch, in: Richard Strauss und die Sächsische Staatskapelle, Wissenschaftliche Referate der Tagung zu Ehren des 150. Geburtstages von Richard Strauss 2014 in Dresden. Hrsg. Wolfgang Mende und Hans-Günter Ottenberg, Georg Olms Verlag, Hildesheim–Zürich–New York, 2019

## Musikfeatures (Auswahl)
- 1991: Gewandhauskapellmeister Kurt Masur wird Chefdirigent des New York Philharmonic Orchestra, mit Zubin Mehta und Kurt Masur,  September 1991, Sachsen Radio/ DS-Kultur
- 1993: Anton Bruckner und Leipzig  mit Werner Godemann, Gert Gütschow, Günter Grabbert, Regie: Friedhelm Eberle, MDR KULTUR
- 1996: Res severa - die ernste Sache, Gespräch mit Kurt Masur zu seinem Rücktritt als Gewandhauskapellmeister, Sendung: 30. Dezember 1996, MDR KULTUR
- 1997: „Als vielleicht höchste Freudenbotschaft für ihn...“ – Zur Uraufführung der Großen C-Dur Sinfonie von Franz Schubert im Gewandhaus zu Leipzig, Regie: Friedhelm Eberle, MDR KULTUR
- 1999: Von Walcker bis Schuke - die Orgeln der Gewandhäuser zu Leipzig, mit Ingrid Hille, Siegfried Worch, Matthias Hummitzsch, Ellen Hellwig, Wolfgang Jacob u. a., Redaktion: Thomas Baust, Regie: Friedhelm Eberle
- 2011: „So schlimm wird es schon nicht kommen.“ - Richard Strauss im Briefwechsel mit dem Dresdner Generalmusikdirektor Fritz Busch - Persönlichste Einblicke in die Dresdner Strauss-Tradition mit Michael König, Friedrich-Wilhelm Junge, Ulrike Hübschmann und Axel Thielmann, Regie: Klaus Zippel, MDR KULTUR